# Michaelerberg-Pruggern
Michaelerberg-Pruggern é um município da Áustria, situado no distrito de Liezen (subdistrito de Gröbming), no estado da Estíria. Tem 47,83 km² de área e sua população em 2021 foi estimada em 1.193 habitantes.